# Sophie Wu
Sophie Wu, född 23 december 1983, är en brittisk skådespelerska, mest känd för att ha haft roller i filmer och TV-serier som Kick-Ass, The Fades, The Midnight Beast och Fresh Meat.